# 5150 (THE ORAL CIGARETTESの曲)
「5150」（ファイブワンファイブオー）は、THE ORAL CIGARETTESの6枚目のシングルであり、2016年11月16日に発売された。

## 概要
- タイトルである「5150」という数字はアメリカの警察無線で使用されている隠語であり、「犯罪を犯しそうな危ない人物」を意味する。前作の「DIP-BAP」リリース後、ボーカル山中の作曲活動が上手くいかず精神的に追い詰められた時の事を歌っており、山中は「タイトルの様な危ない時期があった」と語っている[2]。
- 発売形態は、DVD付きの初回盤（AZZS-54）と通常盤（AZCS-2056）の2形態。初回限定盤DVDには、なら100年会館にて行われた初のホールワンマン公演「THE ORAL CIGARETTES 唇ワンマンライブ〜故郷に錦を飾りまSHOW!!〜」のライブ映像5曲が収録されている。
- rockin'on（ロッキング・オン）で音楽評論家の小池宏和が「ヴァン・ヘイレンのアルバムを思い出す僕はおっさんロックファン」とコメントしているように、本曲のタイトルでヴァン・ヘイレンのアルバム『5150』を連想する向きは少なくない[3]。

## 収録内容
作詞・作曲∶山中拓也
1. 5150 [3:59]
2. アクセス×抗体 [3:29]
3. ミステイル [3:21]
  - 2019年にリリースされたベストアルバム 「Before It's Too Late」のDISC 2にも収録された。

### 初回限定盤DVD収録内容
1. エイミー
2. 気づけよBaby
3. マナーモード
4. DIP-BAP
5. A-E-U-I

## 収録アルバム
- UNOFFICIAL (#1)
- Before It's Too Late (#3)